# Osby hembygdsförening

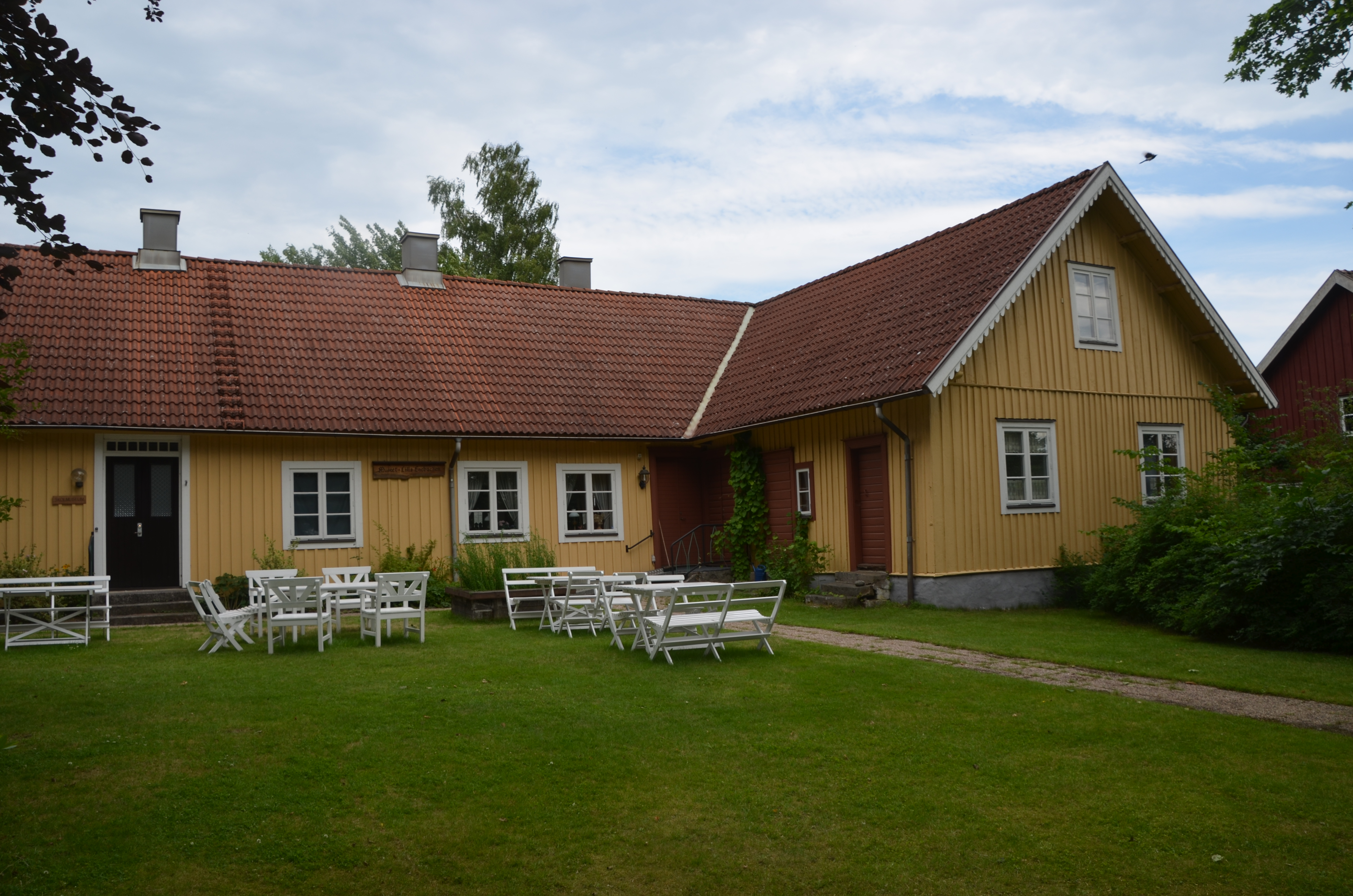
Lilla Enebacken, Osby hembygdsförenings kontor

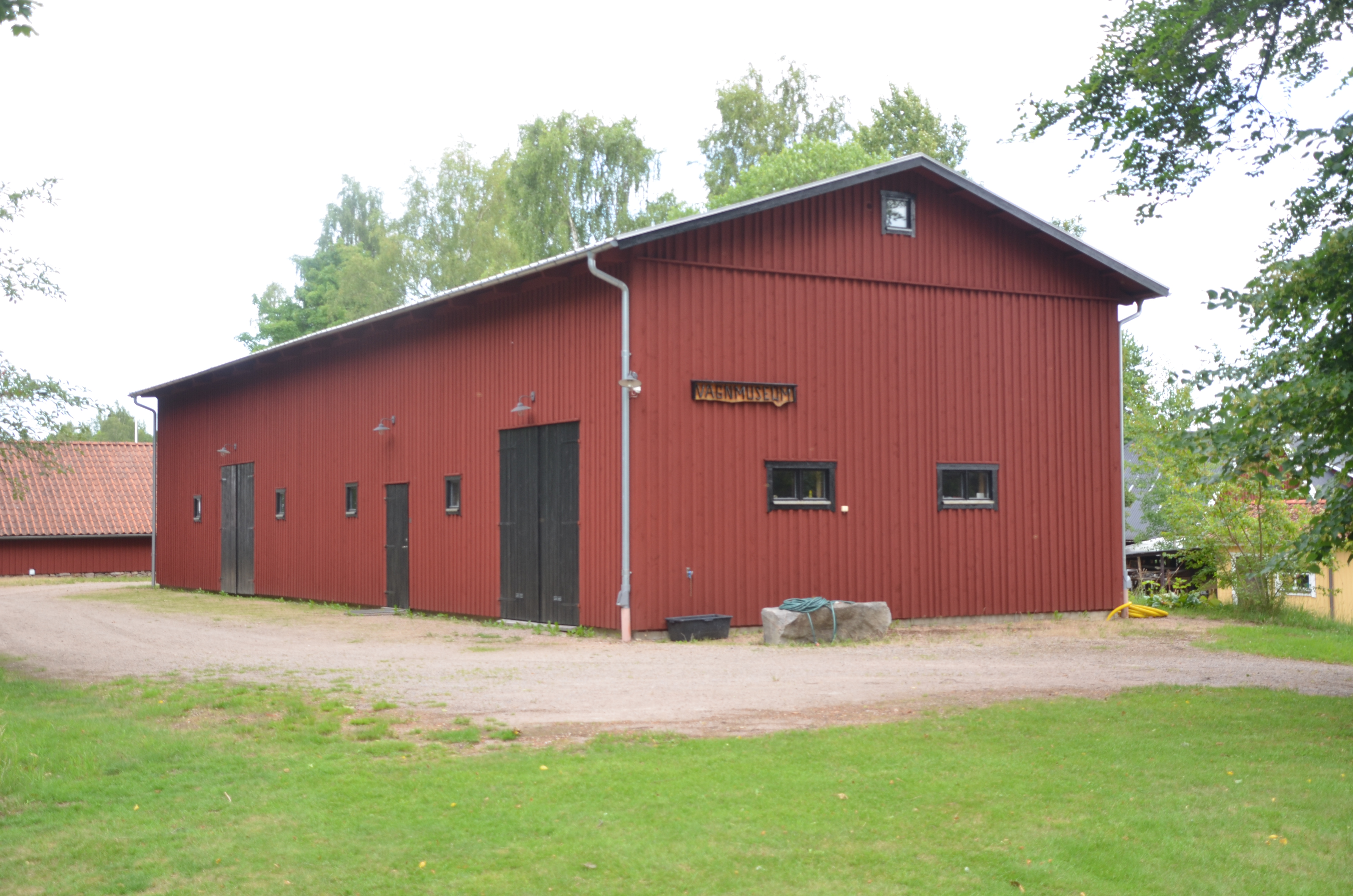
Vagnmuseet på Enebacken

Osby hembygdsförening är en svensk hembygdsförening i Osby i Skåne, som bildades 1936. 
Ryggåsstugan Stavshultsgården inköptes 1937 och flyttades 1940 till föreningens mark vid naturreservatet Osby skansar och 300 meter söder om Sibbarps skans och strax intill natirreservatet Osby skansar, söder om Osby. Den utgör numera Skansens hembygdsmuseum. Föreningen förvaltar även rektorsparet Ester och Emil Arfvidssons hem Enebacken i Osby, samt några – samtidigt med Enebacken – donerade skogsfastigheter.
Medlemmar i föreningen har på ideell väg byggt upp Vagnmuseet på Enebacken, som invigdes i maj 2007. Bland vagnarna som visas där finns bland annat en vagn från slutet av 1700-talet, en likvagn från 1872 samt produkter från den lokale Osby-vagntillverkaren Sjölanders.
Strömsborgs ullspinneri är ett annat objekt som har restaurerats av ett par medlemmar och blev utsett till Årets industriminne 2011.
Sedan 1960 har Osby Hembygdsförening årligen utgivit en årsbok.
I augusti varje år arrangerar föreningen en "hemvändardag".

## Bildgalleri

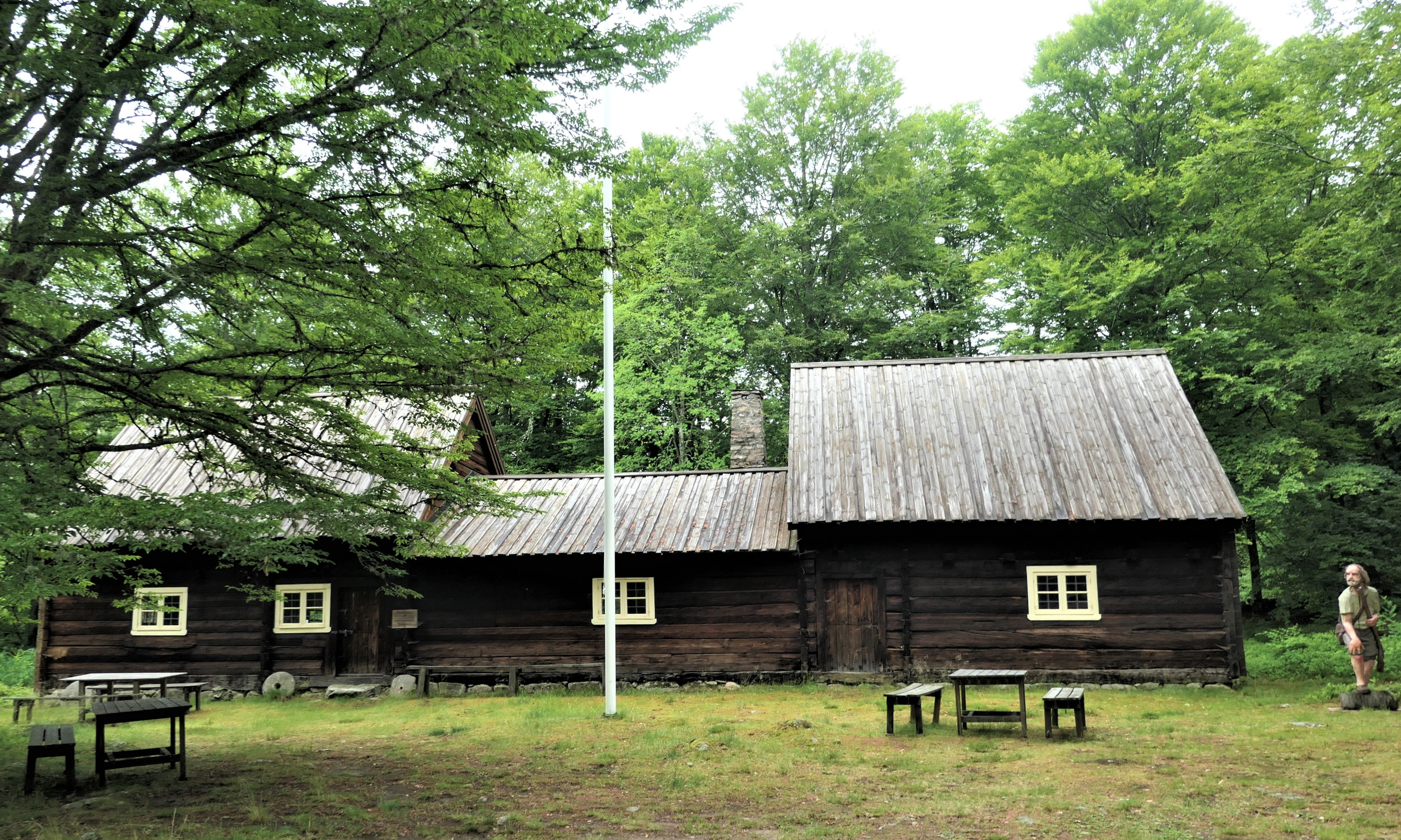
Skansens hembygdsmuseum i Stavshultsgården i Sibbarp
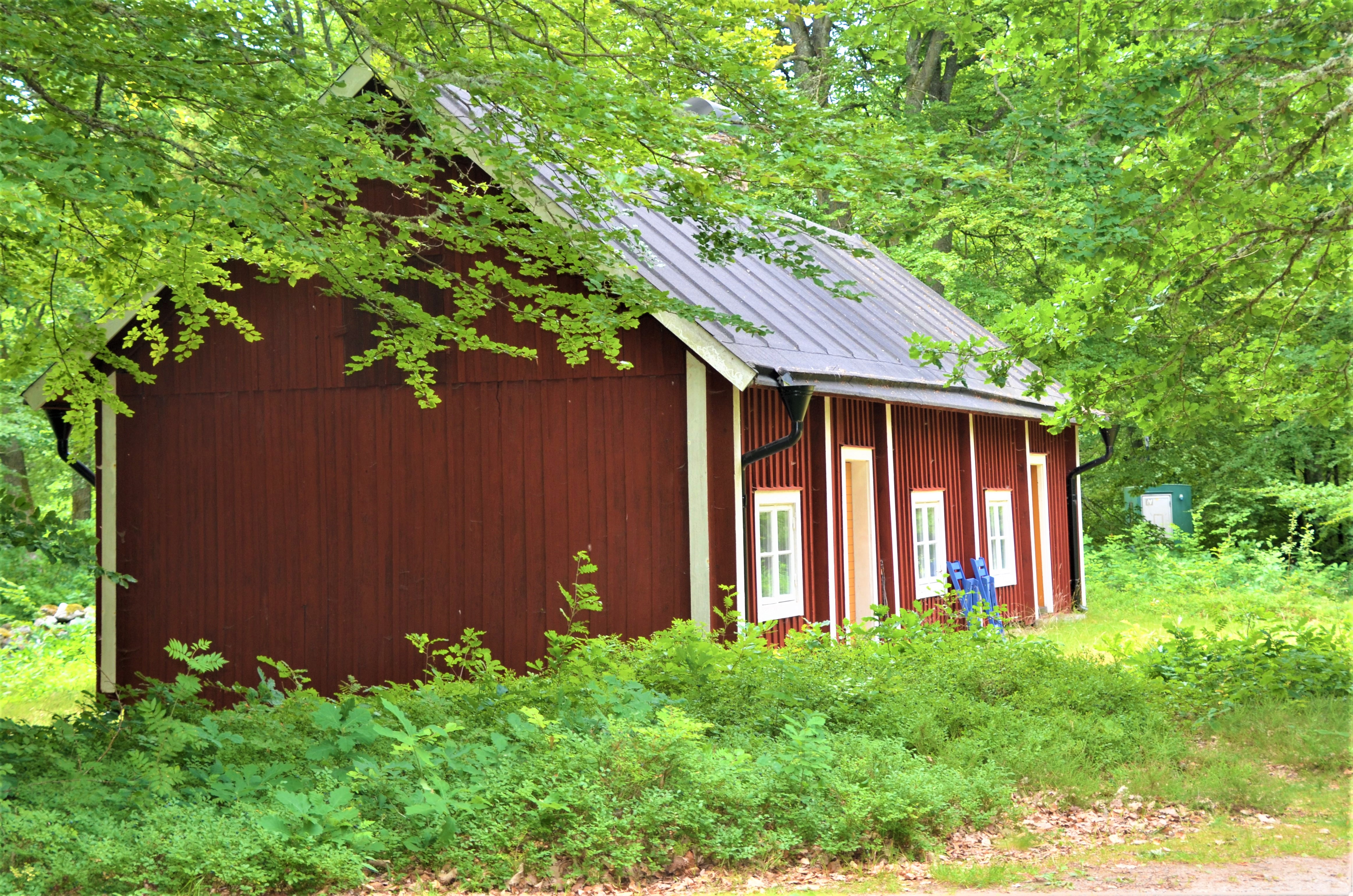
Friskastugan
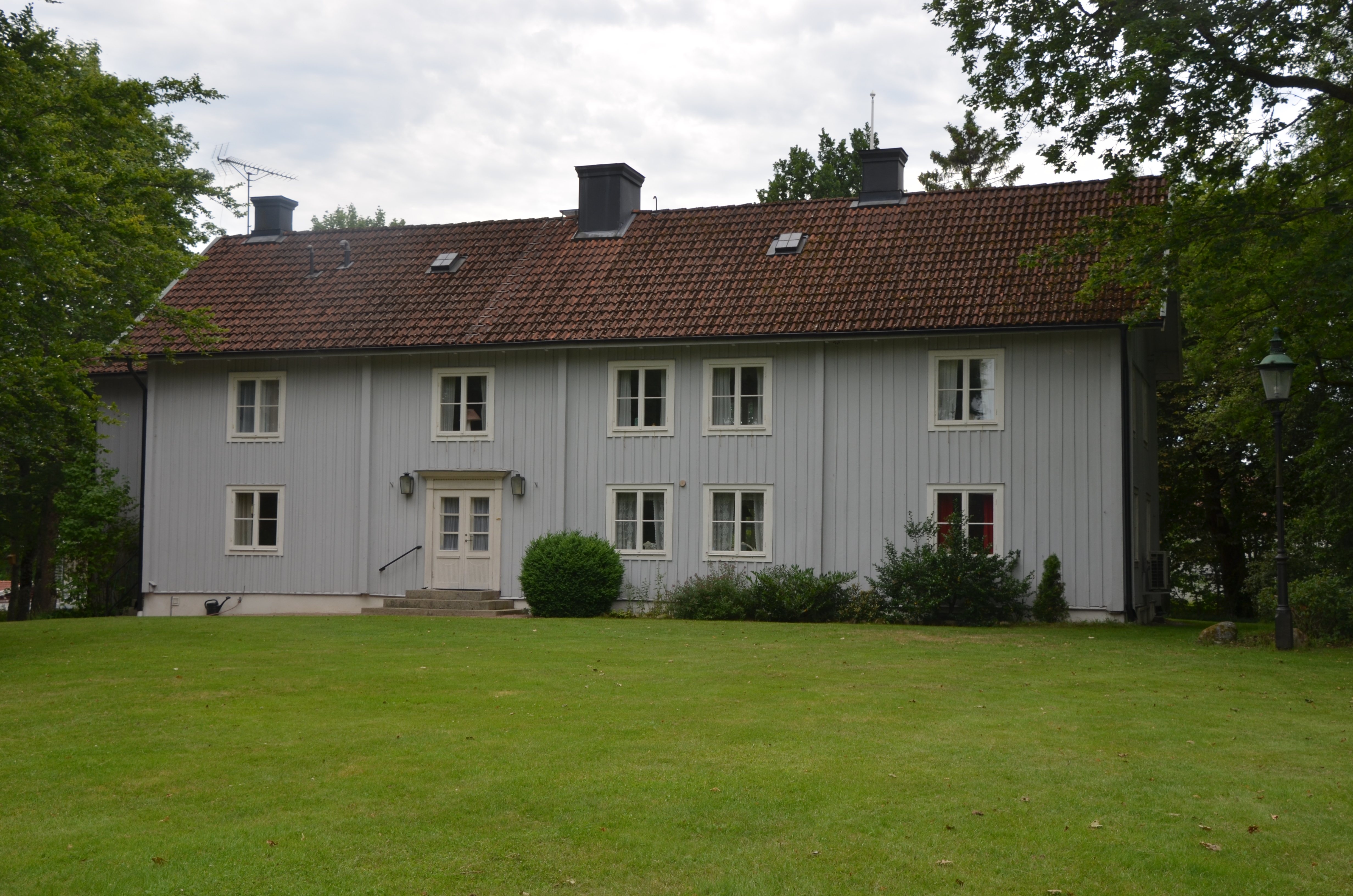
Enebacken